# 37556 Связьтай
37556 Связьтай (37556 Svyaztie) — астероїд головного поясу, відкритий 28 серпня 1982 року.
Тіссеранів параметр щодо Юпітера — 3,552.